# Emanuel Perrone
Emanuel Perrone (Río Cuarto, 14 giugno 1983) è un ex calciatore argentino, di ruolo attaccante.

## Carriera
Cresciuto nella squadra della sua città, il Talleres, Perrone si trasferisce in Europa nel 2004  per giocare nel Troyes, squadra militante nella Ligue 2.
In seguito si sposta in Grecia dove gioca per 6 stagioni, vestendo le maglie di Ionikos, Apollon Kalamarias e Atromitos.
Nel gennaio 2011 gioca a Cipro nell'Anorthōsis.
Dopo sei mesi decide di far ritorno in Grecia per giocare nell'Asteras Tripolis.